# Distretto di Bia Est
Il distretto di Bia Est (ufficialmente Bia East District, in inglese) è un distretto della Regione Nordoccidentale del Ghana. Confina ad ovest con il distretto di Bia Ovest ed è situato sul confine con la Costa d'Avorio.
Il distretto è stato costituito nel 2012 scorporando l'area dal preesistente distretto di Bia in seguito rinominato distretto di Bia Ovest. Il capoluogo, Adabokrom, è situato 250 km a ovest della città di Kumasi. 
La popolazione, composta in maggioranza da Sefwi, uno dei gruppi dell'etnia Akan, è prevalentemente dedita ad attività agricole e risiede in piccoli insediamenti rurali sparsi sul territorio.
Nel distretto si trovano due riserve forestali, Akosua Anto forest reserve e Camp Road forest reserve. 